# Compost d'estructura en sandvitx

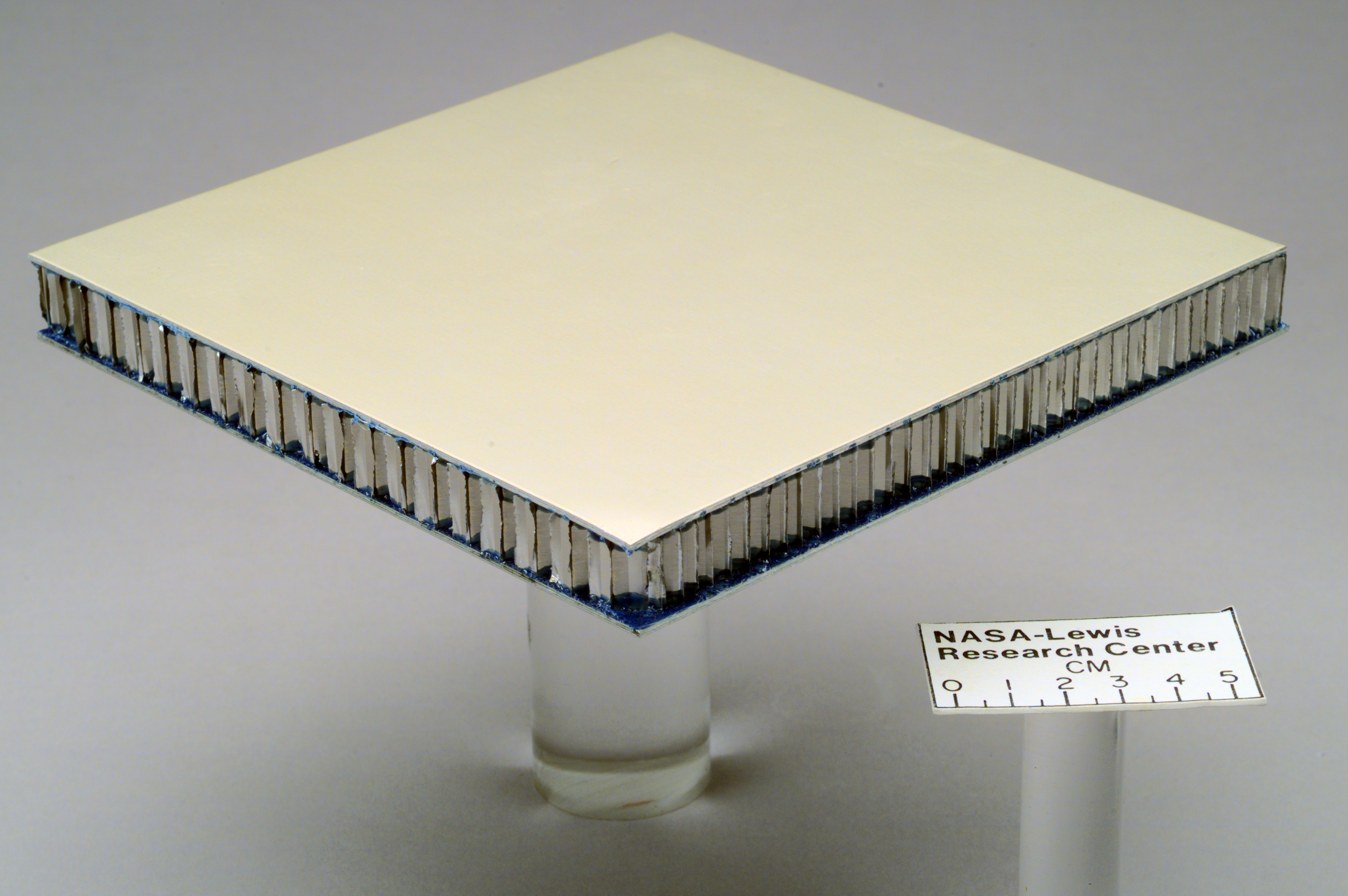
Panell compost d'estructura en sandvitx utilitzat per a les proves de la NASA

Un compost d'estructura en sandvitx és una classe especial de material compost que es fabrica unint dues capes primes però fortes a un nucli lleuger però gruixut. El material del nucli és normalment de baixa resistència, però el seu major gruix proporciona al compost sandvitx una elevada rigidesa de flexió de baixa densitat en general. Les escumes d'estructura de cèl·lula oberta com les escumes de clorur de polivinil, poliuretà, polietilè o poliestirè, fusta de balsa, escumes sintètiques i les bresques s'utilitzen com a materials bàsics. L'escuma de cèl·lula oberta i tancada de metall també pot ser utilitzada com a material essencial. Els laminats de termoplàstics de fibra de vidre o de carboni reforçats o els polímers termoestables principalment (polièster insaturat, resines epoxi, ...) són àmpliament utilitzats com a materials de la pell. Les làmines de metall també s'utilitzen com a material de la pell en alguns casos. El nucli està unit a la pell amb un adhesiu o amb els components de metall de soldadura forta.

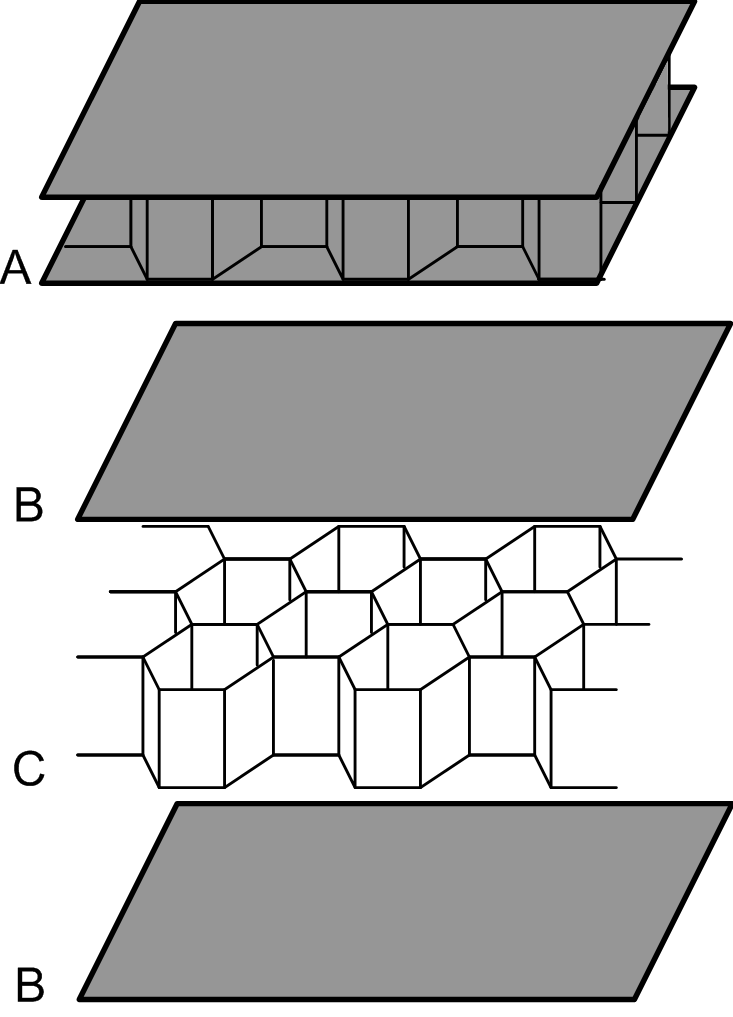
Diagrama de l'acoblament d'un compost d'estructura en sandvitx (A), les seves fulles, cares o pells constituents (B) i base de bresca (C) (alternativament: nucli d'escuma)

## Història
Un resum dels esdeveniments importants en compost d'estructures sandvitx és la següent.
- 230 BC Arquímedes descriu la llei de la palanca i una forma de calcular la densistat.
- 25 BC Vitruvi informa sobre l'ús eficient dels materials en les estructures de sostre d'armadura romans.
- 1493 Leonardo da Vinci descobreix els eixos neutres i les relacions de càrrega-deflexió en tres punts de flexió.
- 1570 Andrea Palladio presenta construccions de bigues de gelosia amb bigues diagonals per evitar deformacions de tall.
- 1638 Galileo Galilei descriu l'eficiència dels tubs enfront de les barres sòlides.
- 1652 Wendelin Schildknecht informa sobre les biges wn estructura de sandvitx amb reforços de bigues de fusta corbada.
- 1726 Jacob Leupold documents ponts tubulars amb sostres de càrrega en compressió.
- 1786 Victor Louis utilitza biges de ferro en sandvitx a les galeries del Palais Royal de París.
- 1802 Jean-Baptiste Rondelet analitza i documenta l'efecte sandvitx en una biga amb espaiadors.
- 1820 Alphonse Duleau descobreix i publica el moment d'inèrcia per construccions en sandvitx.
- 1830 Robert Stephenson construeix la locomotora Planet utilitzant un marc de biga de sandvitx feta de fusta xapada en ferro.
- 1940 El De Havilland Mosquito va ser construït amb materials compostos en sandvitx; nucli de fusta de bassa amb pells de fusta contraxapada.[3]